# Alquilació d'enamines de Stork
L'alquilació d'enamines de Stork, també coneguda com a reacció de Stork-enamina, consisteix en l'addició d'una enamina a un acceptor carbonílic alfa-beta insaturat, en un procés similar a la reacció de Michael. El producte que s'obté és hidrolitzat mitjançant un àcid aquós per obtenir un compost 1,5-dicarbonílic.